# Печенюк, Никита Карпович
Никита Карпович Печенюк (1907—1945) — Гвардии младший сержант Рабоче-крестьянской Красной Армии, участник Великой Отечественной войны, Герой Советского Союза (1945).

## Биография
Никита Печенюк родился в 1907 году в селе Рассоховатая (ныне — Летичевский район Хмельницкой области Украины). После окончания четырёх классов школы работал в колхозе. В 1939—1940 годах проходил службу в Рабоче-крестьянской Красной Армии, участвовал в боях советско-финской войны. В начале Великой Отечественной войны оказался в оккупации, после освобождения в марте 1944 года Печенюк повторно был призван в армию. С апреля того же года — на фронтах Великой Отечественной войны.
К январю 1945 года гвардии младший сержант Никита Печенюк командовал отделением 3-го стрелкового батальона 4-го гвардейского стрелкового полка 6-й гвардейской стрелковой дивизии 13-й армии 1-го Украинского фронта. Отличился во время форсирования Одера. Участвовал в разведывательных мероприятиях перед форсированием реки, лично уничтожил несколько вражеских солдат, ещё 7 захватил в плен. Ему удалось незаметно для противника вывести свой батальон на исходные позиции для переправы. 27 января 1945 года в бою за опорный пункт Нойдорф (ныне Ситно, гмина Сцинава, Любинский повят, Нижнесилезское воеводство, Польша) к югу от города Штейнау (ныне — Сцинава) Печенюк погиб. Похоронен в районе населённого пункта Любёнж в 8 километрах к югу от Сцинавы.
Указом Президиума Верховного Совета СССР от 10 апреля 1945 года за «мужество и героизм, проявленные при форсировании Одера и в боях на плацдарме» гвардии младший сержант Никита Печенюк посмертно был удостоен высокого звания Героя Советского Союза. Также был награждён орденом Ленина и медалью «За отвагу».